# 西峰山乡
西峰山乡，是中华人民共和国黑龙江省黑河市爱辉区下辖的一个乡镇级行政单位。

## 行政区划
西峰山乡下辖以下地区：
新建村、新西村、新峰村、新山村和哈青村。